# رايتس ناو
رايتس ناو، والتي تُكتب أحيانًا مع علامة تعجب، كانت مجموعة مظلة بريطانية تضم منظمات وجمعيات خيرية للأشخاص ذوي الإعاقة، وكانت تدافع من أجل تغيير في القانون لمنع التمييز ضد الأشخاص ذوي الإعاقة ومن أجل قانون كامل للحقوق المدنية، بالرغم من أن النتيجة كانت قانون التمييز ضد الأشخاص ذوي الإعاقة لعام 1995، والذي كان يعاني من عيوب. كانت أكبر مظاهرة من حيث عدد المشاركين في تموز 1994 في ساحة الطرف الأغر ووايتهول، لندن. كانت حملة واسعة النطاق جدًا، شملت النقابات العمالية على سبيل المثال. استمرت الحملات لتحسين القوانين من أجل حقوق مدنية كاملة، لكن مجموعة رايتس ناو انتهت في عام 1995.
قبل رايتس ناو

### لجنة اليوبيل الفضي للوصول
تم تأسيس لجنة اليوبيل الفضي لتحسين الوصول للأشخاص ذوي الإعاقة في عام 1977 من قبل عضو البرلمان ألف موريس، وزير شؤون الأشخاص ذوي الإعاقة، لتقديم تقرير عن الترتيبات المتعلقة بالوصول خلال احتفالات اليوبيل الفضي. وقد عيّن بيتر لارج (من جمعية إصابات الحبل الشوكي) كرئيس للجنة. وقد أصدرت اللجنة تقريرًا في عام 1979 بعنوان هل يمكن للأشخاص ذوي الإعاقة الذهاب إلى حيث تذهب؟

### لجنة القيود ضد الأشخاص ذوي الإعاقة
في عام 1979، أسس ألف موريس لجنة القيود ضد الأشخاص ذوي الإعاقة. وطلب مجددًا من بيتر لارج أن يترأس اللجنة. وقد اعتبر كولين بارنز تأسيس هذه اللجنة بداية حركة حقوق الأشخاص ذوي الإعاقة في المملكة المتحدة، لأنها قامت، بالاستناد إلى عمل لجنة اليوبيل، بتحليل منهجي للقيود المفروضة على الأشخاص ذوي الإعاقة، بما في ذلك في التعليم والتوظيف. وتُحفظ مهام اللجنة وأعضاؤها وبعض محاضر اجتماعاتها في الأرشيف الوطني البريطاني.
وبعد وقت قصير من إنشاء اللجنة، أجريت انتخابات عامة، وحلت حكومة المحافظين محل حكومة حزب العمال، وبالتالي رفعت اللجنة تقريرها إلى الوزير الجديد هيو روسي، الذي يُقال إنه تجاهل نتائج اللجنة.
في إفادة مكتوبة قُدمت إلى البرلمان عام 2004، استذكر بيتر لارج ما يلي:
"طلب مني اللورد موريس أن أرأس لجنة خلفية، وهي لجنة القيود ضد الأشخاص ذوي الإعاقة، ‘لدراسة الحواجز المعمارية والاجتماعية التي قد تؤدي إلى التمييز ضد الأشخاص ذوي الإعاقة وتمنعهم من الاستفادة الكاملة من المرافق المتاحة للجمهور؛ وتقديم التوصيات.’ وقد قدمت اللجنة تقريرها في شباط 1982. وأوصت بتشريع لمكافحة التمييز يشمل التوظيف، والتعليم، وتوفير السلع، والمرافق والخدمات، والتأمين، والنقل، وحقوق الملكية، وخطط المعاشات المهنية، وعضوية الجمعيات والنوادي، والواجبات والوظائف المدنية. كما أوصت اللجنة بإنشاء هيئة تنظيمية أو مفوضية لها صلاحيات التحقيق، والتوفيق، وإذا لزم الأمر اتخاذ إجراءات قانونية في الشكاوى الفردية."

### أول مشاريع القوانين غير الحكومية
في عام 1983، استخدم عضو البرلمان جاك آشلي قاعدة العشر دقائق، وطرح مشروع قانون الحقوق المدنية (للأشخاص ذوي الإعاقة)، والذي كان من شأنه إنشاء مفوضية بصلاحيات قانونية للتنفيذ. لم يحصل مشروع القانون على دعم الحكومة وتم إسقاطه. وتشير كتابات بحثية متعددة إلى أن عدد المحاولات لتمرير قانون للحقوق المدنية للأشخاص ذوي الإعاقة بين عامي 1980 و1995 تراوح ما بين تسعة وستة عشر مشروع قانون.

### المنظمات التطوعية من أجل تشريعات مكافحة التمييز
حوالي عام 1985، اجتمعت مجموعة من الجمعيات الوطنية الكبرى للأشخاص ذوي الإعاقة، بما في ذلك رادار (الرابطة الملكية للإعاقة والتأهيل، سابقًا)، وجمعية المصابين بالشلل الدماغي (سابقًا)، لتشكيل مجموعة ضغط من أجل تشريع لمكافحة التمييز، عُرفت أيضًا بحقوق الأشخاص ذوي الإعاقة المدنية. حوالي عام 1988، وافق المجلس البريطاني لمنظمات الأشخاص ذوي الإعاقة على المشاركة بصفة مراقب في هذه المجموعة.
أسست هذه المجموعة لجنة استشارية حوالي عام 1989، ترأسها مايك أوليفر، وارتبط بها كولين بارنز كباحث رسمي. وأُجريت مقابلات البحث في مكاتب جمعية إصابات الحبل الشوكي بقيادة كولين بارنز، وستيفن برادشو، وجين كامبل، ومايك أوليفر. وفي عام 1991، نُشرت نتائج هذا البحث كنص حاسم حول تشريعات مكافحة التمييز في المملكة المتحدة.
أقرب منظمة خلفت هذه المجموعة ربما تكون مجموعة المنظمات التطوعية للإعاقة، وهي "هيئة عضوية تمثل المنظمات في القطاع التطوعي التي تعمل جنبًا إلى جنب مع الأشخاص ذوي الإعاقة".

## رايتس ناو، 1992–1995

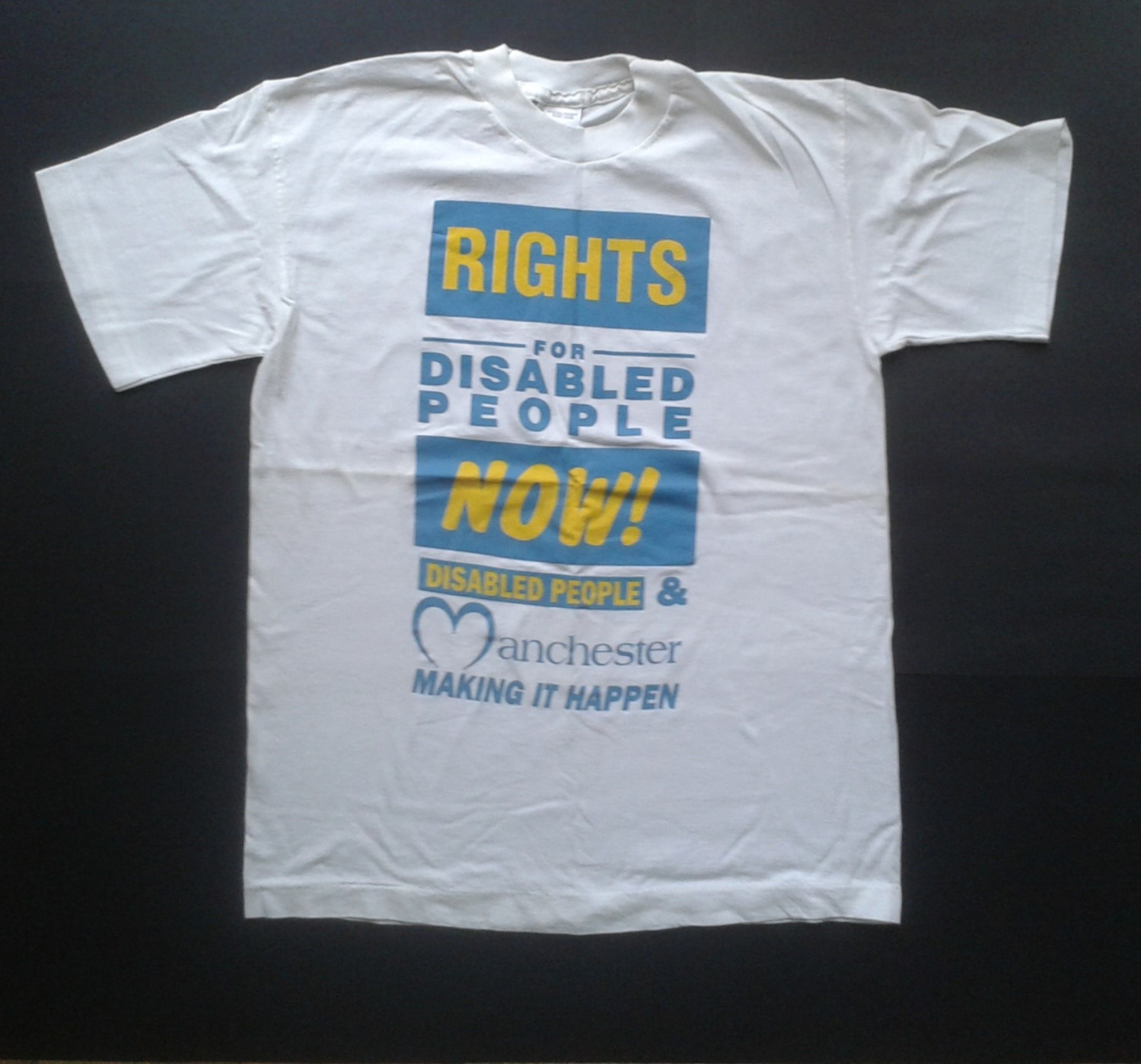
قميص حقوق الآن (المصدر: مجموعة لورين جرادويل ، أرشيف الأشخاص ذوي الإعاقة ، مانشستر)

تأسست مجموعة رايتس ناو في عام 1992. وعلى الرغم من نجاح مجموعة المنظمات التطوعية في جمع عدد من أكبر الجمعيات الخيرية المعنية بالأشخاص ذوي الإعاقة ("منظمات لأجل")، إلا أنها وجدت أن منظمات الأشخاص ذوي الإعاقة أنفسهم ("منظمات مِن") كانت متشككة ومترددة في الانضمام ومشاركة المعرفة والاستراتيجيات. وقد تغيّر هذا الوضع عندما اقترحت اللجنة التنفيذية للمجلس البريطاني لمنظمات الأشخاص ذوي الإعاقة إنشاء منظمة موحدة جديدة، ووافقت الجمعيات الخيرية المشاركة على "الاندماج".
وقد ضمت رايتس ناو 83 منظمة عضوة، بما في ذلك النقابات العمالية بالإضافة إلى منظمات الأشخاص ذوي الإعاقة والجمعيات الخيرية، وبلغ عدد الأعضاء الأفراد المسجلين 10,000. ولم يكن يُسمح إلا للأشخاص ذوي الإعاقة الممثلين لمنظمات الأشخاص ذوي الإعاقة بتولي المناصب القيادية في رايتس ناو.
كان أول رئيس لرايتس ناو هو ستيفن برادشو، المدير التنفيذي لجمعية إصابات الحبل الشوكي، وتلته رايتشل هيرست. ويُقال إن الحملة كانت لها علاقات قوية مع البرلمانيين من خلال مجموعة جميع الأحزاب لشؤون الإعاقة وباحثتها فيكتوريا سكوت، التي كانت تعمل لدى رادار، ومنسق رايتس ناو آدم توماس.
بالتوازي مع ذلك، بدأ العديد من الأشخاص ذوي الإعاقة ومنظماتهم في التعبير بشكل أكثر صراحة عن انتقادهم للجمعيات الخيرية ووسائل جمع التبرعات، وخاصة تلك المرتبطة بحفلات التبرع التلفزيونية التي كانت تبثها قناة "آي تي في" كل عامين. نُظمت مظاهرة احتجاجية لحوالي 200 شخص من ذوي الإعاقة خارج برنامج تيليثون 90 من قبل حملة وقف الاستعلاء، وكان منسقو الإعلام فيها فيكتوريا وادينغتون وألان ساذرلاند.
وقد مهّدت مظاهرة عام 1990 الطريق لاحتجاج أكبر في تيليثون 92 بمشاركة أكثر من ألف شخص من ذوي الإعاقة، داخل وخارج الاستوديو. وكان العمل التنظيمي لهذه المظاهرات نابعًا من مشهد الفنون الخاصة بذوي الإعاقة أكثر من كونه سياسيًا أو مؤسساتيًا، وقد أدى إلى تأسيس شبكة العمل المباشر للأشخاص ذوي الإعاقة، "دان"، في أوائل عام 1993.
وعلى الرغم من أن "دان" كانت تركز أكثر على مشكلة النقل العام غير المهيأ، إلا أن احتجاجاتها العلنية والمرئية في الشوارع عبر إنجلترا وويلز خلقت، بحسب جون إيفانز، "ضجة إعلامية" وسلطت الضوء بلا شك على الحاجة إلى تشريع للحقوق المدنية.

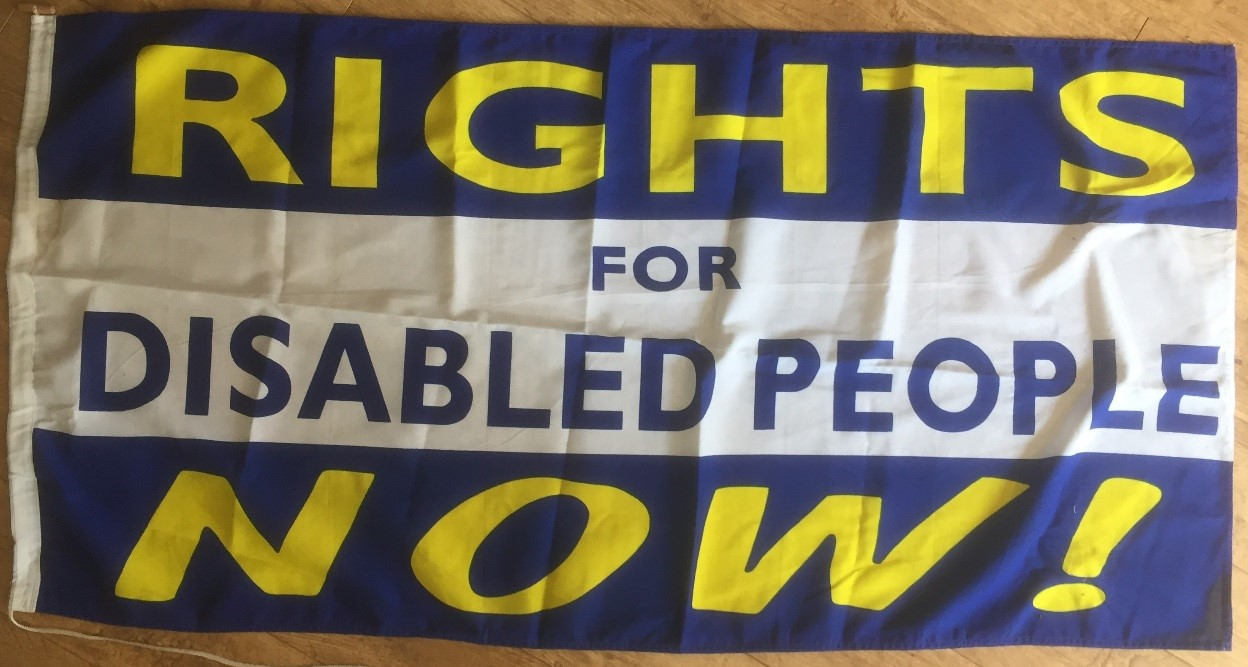
علم حركة الحقوق الآن (المصدر: مجموعة راشيل هيرست، أرشيف الأشخاص ذوي الإعاقة ، مانشستر)

وكان أول عمل كبير لـ "دان" خلال الانتخابات الفرعية في كرايستشيرش، دورسيت عام 1993، حيث كان المرشح المحافظ روب هايوارد قد كان نائبًا سابقًا في منطقة أخرى، وقد ساهم في إيقاف مشروع قانون سابق عن الحقوق المدنية للأشخاص ذوي الإعاقة. وقد فشل في الفوز بالمقعد.
في تموز 1993، نشرت رايتس ناو تقريرًا بعنوان ما ثمن الحقوق المدنية؟، وقدّم هذا التقرير "أدلة قوية على أن الحكومة قد بالغت بشكل كبير في تقدير تكلفة تنفيذ مشروع قانون الحقوق المدنية"، حيث كانت الحكومة قد قدّرت الكلفة بـ 17 مليار جنيه إسترليني، بينما قدّرت رايتس ناو الكلفة بأقل من 5 مليارات جنيه إسترليني.

### 1994
في دورة البرلمان لعام 1993/1994، فاز عضو البرلمان روجر بيري بمكان في الاقتراع على مشاريع القوانين الخاصة بالأعضاء، وللمرة التاسعة على الأقل منذ أن طرح عضو البرلمان جاك آشلي مشروع قانون الحقوق المدنية (للأشخاص ذوي الإعاقة)، تم تقديم مشروع قانون جديد بهدف أن يصبح قانونًا. وقد تطوّرت صياغة القانون على مر السنين، وجرى تحديث هذه النسخة على يد المحاميين من ذوي الإعاقة كارولاين غودينغ وديفيد روبيْن. وقد نشأت فضيحة سياسية وطنية عندما كُشف في 6 أيار 1994 أن وزير شؤون الأشخاص ذوي الإعاقة، عضو البرلمان نيكولاس سكوت (وهو والد فيكتوريا سكوت، التي كانت من أبرز مؤيدي رايتس ناو، مما أثار العديد من التعليقات الصحفية)، قد نسّق لإدخال أكثر من 80 تعديلًا تخريبيًا على يد خمسة من النواب المستقلين المعارضين لمشروع القانون، بينما كان يزعم أنه "محايد" تجاه الموضوع؛ وهي مغالطة اضطر بسببها إلى الاستقالة، وخلفه في المنصب عضو البرلمان ويليام هيغ كوزير لشؤون الأشخاص ذوي الإعاقة.
في 23 أيار 1994، "قام مجموعة من النشطاء ذوي الإعاقة بالتخلي عن كراسيهم المتحركة وزحفوا إلى داخل مجلس العموم في محاولة للضغط على نوابهم. وقد تم منعهم من الدخول عبر المدخل العام العادي – غير المهيأ لاستخدام الكراسي المتحركة – واستغرق الأمر خمس ساعات قبل أن يُسمح لهم بالدخول إلى بهو البرلمان."
ربما كانت أكبر مظاهرة نظمتها رايتس ناو قد وقعت في 9 تموز 1994 في ساحة الطرف الأغر ووايتهول في لندن، وشارك فيها ما يُقدّر بـ 2800 شخص. وقد شاركت شبكة العمل المباشر للأشخاص ذوي الإعاقة في الاحتجاج عبر تنظيم فعالية خاصة بهم، قاموا فيها بتسليم "رسالة" عملاقة إلى 10 داونينغ ستريت، مقر رئيس الوزراء حينها، عضو البرلمان جون ميجر.

### 1995
وبعد فشل مشروع قانون روجر بيري، كان مشروع القانون التالي الذي اقترح تشريعًا للحقوق المدنية هو مشروع هاري بارنز. وقد جاء في تقرير صادر عن مكتبة مجلس العموم حول هذا المشروع، أعدّه موظفون محايدون سياسيًا، أن: "مشروع القانون يحظى بدعم كاسح من مجموعات ذوي الإعاقة، الذين كانوا يطالبون منذ 10–15 عامًا بإصدار نوع من تشريعات مكافحة التمييز."
وفي خطوة غير معتادة داخل البرلمان، قدمت الحكومة مشروع قانونها الخاص – الذي سيصبح لاحقًا قانون التمييز ضد الأشخاص ذوي الإعاقة – ليتم مناقشته بالتوازي مع مشروع قانون بارنز. وفي تقرير مكتبة مجلس العموم حول مشروع قانون الحكومة، جاء ما يلي:
"يبدو أن هناك اتفاقًا بالإجماع بين مجموعات الأشخاص ذوي الإعاقة حول الجوانب الأساسية التي يفشل فيها المشروع في تلبية نوع التشريعات التي يطمحون إليها. وهناك دعم عام أيضًا لمشروع القانون المقدم من عضو البرلمان هاري بارنز... وأهم الاعتراضات على مشروع الحكومة هي:
- أن المجلس الوطني للإعاقة لن يمتلك صلاحيات كافية؛
- أن تعريف الإعاقة ضيق جدًا؛
- أن نطاق مشروع الحكومة محدود للغاية؛
- أن هناك عددًا كبيرًا من الاستثناءات القانونية التي تسمح بالتحايل.

وتعترض مجموعات الأشخاص ذوي الإعاقة على أن المجلس الوطني للإعاقة لن تكون له نفس صلاحيات التنفيذ التي تمتلكها لجنة المساواة العرقية أو لجنة تكافؤ الفرص."
وقد ورد ذكر رايتس ناو صراحة في هذا التقرير كإحدى "مجموعات ذوي الإعاقة" التي تتبنى هذه الآراء.
وقد أصبح قانون التمييز ضد الأشخاص ذوي الإعاقة لعام 1995 قانونًا رسميًا؛ بينما فشل مشروع قانون بارنز.

## الانتقادات والإرث
في عدد تشرين الثاني 1994 من مجلة الائتلاف، التي تصدر عن الائتلاف الأكبر في مانشستر للأشخاص ذوي الإعاقة، ركّز المحتوى على حملة الحقوق المدنية بعد فشل مشروع بيري. وقد تضمّن المقال الافتتاحي الذي كتبه إيان ستانتون المخاوف التالية:
"بالنسبة لكثيرين منا في حركة الأشخاص ذوي الإعاقة، من المؤلم أن نسمع منظمة رادار تُعلن عن أهمية الحقوق المدنية. نحن نتذكر أنه قبل أقل من عشر سنوات، كانت رادار تردد الخط الحكومي القائل إن 'التعليم والإقناع' سيوفران المساواة للأشخاص ذوي الإعاقة... نحن الآن نزعم أننا قريبون جدًا من تحقيق الاعتراف بحقوقنا؛ ولكن هل أنا الوحيد الذي يقلقه مدى سهولة اختطاف قضايانا من قبل مجموعات غير تمثيلية، ومدى سرعة إسكات أصواتنا من قبل أشخاص غير معاقين؟ لقد أصبحت حركة الأشخاص ذوي الإعاقة آلة حملات هائلة، لكن أحيانًا نكون سُذّج سياسيًا، لا سيما عند مقارنتنا بمهارات الضغط السياسي السلس والوصول إلى شبكات النفوذ التي تتمتع بها الجمعيات الخيرية الكبرى."
ربما كان أحد الإرثات – إلى جانب القانون الجديد – هو التغييرات التي طرأت على بعض الجمعيات الخيرية الوطنية الكبرى الخاصة بالأشخاص ذوي الإعاقة، حيث بدأت في معالجة المخاوف التي عبّرت عنها منظمات الأشخاص ذوي الإعاقة أنفسهم. ومن بين هذه التغييرات: توظيف عدد أكبر من الأشخاص ذوي الإعاقة ضمن طواقمهم، وإشراكهم في خطط الدعاية والإعلام، وزيادة تمثيلهم في الهيئات الإدارية التي تشرف على الجمعيات. ومع ذلك، قيل إن بعض الفجوات الكبيرة ما زالت قائمة، وعلى رأسها التفاوت في الوصول إلى التمويل.
وقد عبّر آخرون عن وجهة نظر مختلفة، فعلى سبيل المثال، كتب بوب ويليامز فايندلي في عام 2015:
"لكي نفهم موقفنا من قانون التمييز ضد الأشخاص ذوي الإعاقة، يجب أن نزيل الطلاء الزائف الذي يغلف هذا التشريع التاريخي لنكشف كيف تم إسكات الصوت الجماعي للأشخاص ذوي الإعاقة وحلفائهم عبر أعمال خيانة وقوة غاشمة. إن القصة الحقيقية لا تتعلق بالعشرين عامًا التي أعقبت إقرار هذا القانون المجتزأ وغير الفعّال والقهري، بل تتعلق بكيفية دفن مشروع قانون الحقوق المدنية والأفكار التي يحتويها – دفنًا ماديًا وسياسيًا – على يد أولئك الذين شعروا بالتهديد من التأثير المحتمل الذي كان سيحدثه على المجتمع."